# Grafický list

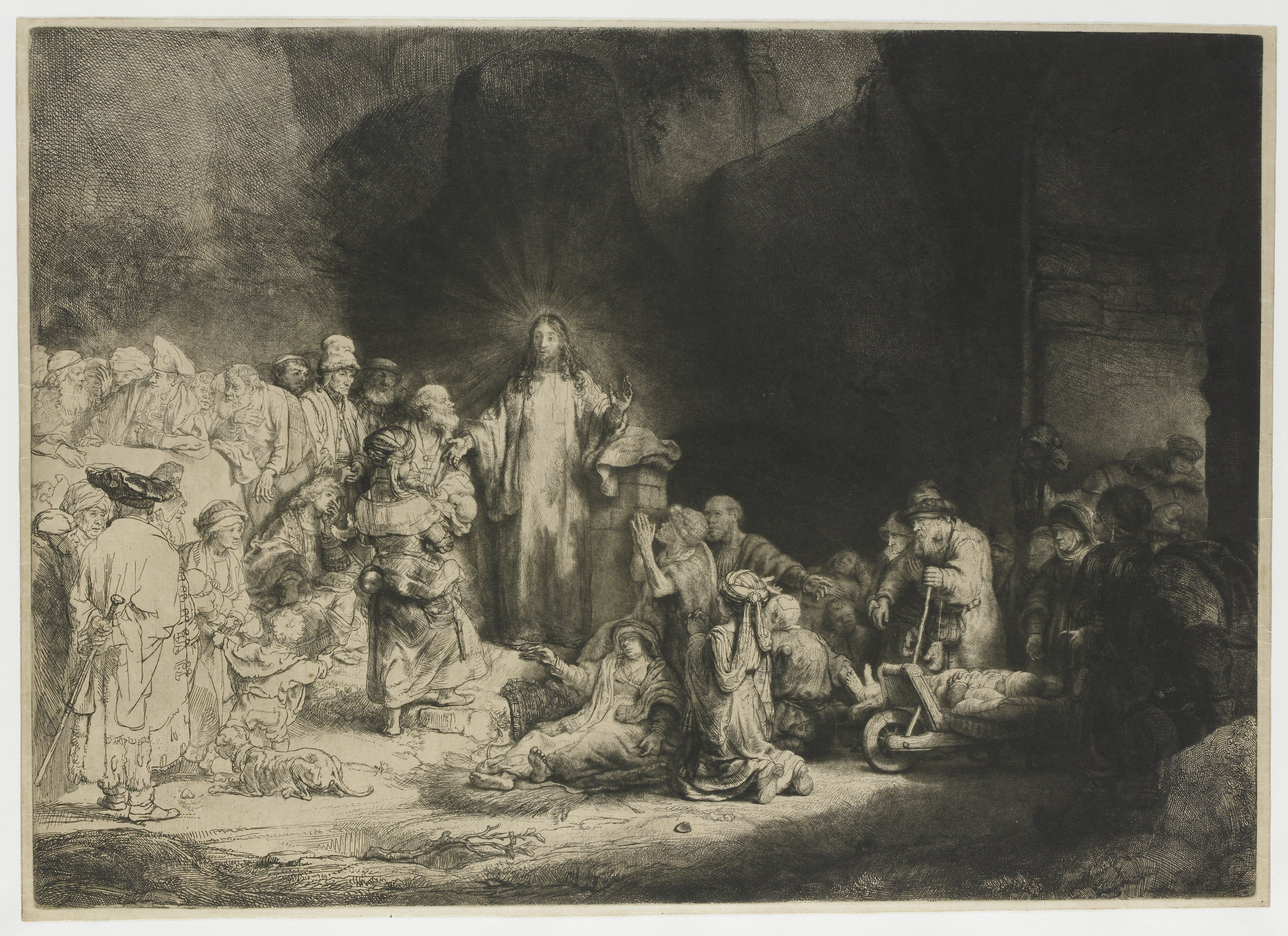
Ukázkou samostatného grafického listu je Rembrandtův lept zvaný Stozlatkový tisk

Grafický list je samostatný autorský otisk grafického díla na papíře, jeden ze základních typů grafiky.

## Popis
Grafický list vzniká pomocí některé standardní grafické metody (dřevoryt, dřevořez, mědiryt, lept, suchá jehla atp.), kterou se deska otiskne na samostatný list papíru. Často to bývá ruční papír, který je měkčí a lépe přijímá barvu. Grafický list spadá do volné grafiky, na rozdíl od plakátů, Ex libris či knižních ilustrací, které patří do užité grafiky. Může být opatřen paspartou a zarámován nebo vložen do desek.

## Cyklus
Významní grafici často vydávali své volné grafiky v grafických cyklech obsahujících 20, 40, 50 ap. grafických listů a opatřených graficky zpracovanou obálkou. Významné grafické cykly vydal například Francisco Goya či Henri de Toulouse-Lautrec. Vydávání samostatných volných grafických listů se věnoval také Rembrandt van Rijn či Albrecht Dürer.